# 圣保罗昂加蒂讷
圣保罗昂加蒂讷（法語：Saint-Paul-en-Gâtine，法語發音：[sɛ̃ pɔl ɑ̃ ɡatin]）是法国德塞夫勒省的一个市镇，属于布雷叙尔区。

## 地理
圣保罗昂加蒂讷（46°37'58"N, 0°36'59"W）面积15.39 平方千米，位于法国新阿基坦大区德塞夫勒省，该省份为法国西部内陆省份，北起曼恩-卢瓦尔省，西接旺代省，南至夏朗德省和滨海夏朗德省，东临维埃纳省。
与圣保罗昂加蒂讷接壤的市镇（或旧市镇、城区）包括：拉布西、勒比索、塞夫尔河畔蒙库唐、泰尔瓦勒。

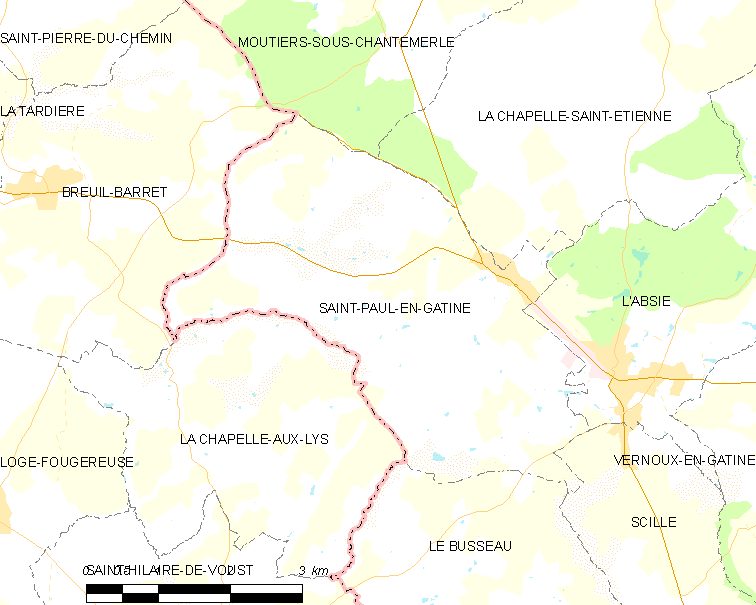
圣保罗昂加蒂讷的OSM定位图

圣保罗昂加蒂讷的时区为UTC+01:00、UTC+02:00（夏令时）。

## 行政
圣保罗昂加蒂讷的邮政编码为79240，INSEE市镇编码为79286。

## 政治
圣保罗昂加蒂讷所属的省级选区为瑟里宰县。

## 人口

1962-2008年间圣保罗昂加蒂讷人口变化图示

圣保罗昂加蒂讷于2022年1月1日时的人口数量为496人。